# Матилда Саксонска
Матилда Саксонска (на немски: Mathilde von Sachsen; * ок. 935/945; † 25 май 1009, Гент, Фландрия) от саксонския род Билунги, е графиня на Фландрия.

## Живот
Тя е дъщеря на Херман Билунг († 973), херцог на Саксония.
Матилда се омъжва около 960/961 г. за граф Балдуин III Брадати († 962) от Фландрия, който умира от едра шарка.
След смъртта на Балдуин III Брадати тя се омъжва през 963 г. за Готфрид I († 998), граф на Вердюн от род Вигерихиди, син на граф Вигерих и на Ода от Мец († 963), племенница на крал Хайнрих I Птицелов.
През 985 г. нейният съпруг Готфрид е пленен заедно с техния син Фридрих и чичо му Зигфрид I Люксембургски от крал Лотар и е освободен през 987 г.

## Деца
От брака и с Балдуин III Брадати има син:
- Арнулф II (* ок. 960, † 30 март 987), граф на Фландрия, ∞ 968 г. за Розала Италианска, дъщеря на Беренгар II, бившия крал на Италия и на Вила Тосканска. Розала се омъжва през 988 г. за Робер II, крал на Франция.

От брака си с Готфрид I има децата:
- Адалберо (* 964; † 19 март 991), епископ на Вердюн (984 – 991)
- Фридрих († 6 януари 1022), граф на Вердюн, монах в Saint Vanne
- Херман от Вердюн или Херман от Енаме († 28 май 1029), граф на Вердюн, граф в Брабантгау
- Готфрид II (* 965; † 1023 сл. 11 август), херцог на Долна Лотарингия
- Готцело I (* 970, † 19 април 1044), херцог на Долна Лотарингия (1023 – 1044) и на Горна Лотарингия (1033 – 1044).
- Ирмингарда или Ерменгарда († 1042); ∞ с нейния близък роднина граф Ото фон Хамерщайн (* 965; † 5 юни 1036) (Конрадини)